# 楊奐
楊 奐（よう かん、1186年 - 1255年）は、モンゴル帝国に仕えた漢人の一人。字は煥然。乾州奉天県の出身。

## 概要
楊奐は11歳の時に母が亡くなると勉学に励み科挙に挑んだが受からず、やむなく郷里に帰って教授を行っていた。1233年（癸巳）に開封を支配する崔立がモンゴルに降ると楊奐も捕虜として連行されたが、その途上で趙天錫に師友の礼でもって迎え入れられた。また、東平の大軍閥である厳実も楊奐を招こうとしたが、趙天錫に気兼ねしてか遂に一度も厳実の下を訪れることはなかったという。
1238年（戊戌）にいわゆる「戊戌の選試」が実施されると、楊奐は東平地方でこれを受け、賦論・賦詩ともに合格した。監試官に従って北上すると、朝廷の高官である耶律楚材に才を見込まれ、推薦を受けて河南路徴収課税所長官・兼廉訪使の地位を授けられた。またこのころ、陝西・四川方面の軍閥である汪徳臣の依頼を受けて「総帥汪義武王世顕神道碑（汪徳臣の父汪世顕の神道碑）」を執筆している。
その後、第4代皇帝モンケが即位するとその弟のクビライが東アジア方面の経略を任せられたため、1252年（壬子）に楊奐は京兆宣撫司事に抜擢された。1255年（乙卯）には病が悪化したため、死後の事を平時のように処置した上で、大笑して70歳にして亡くなったという。楊奐は博覧強記で知られていたため、朝廷の諸老は皆楊奐と交流を持ったと伝えられている。